# 14

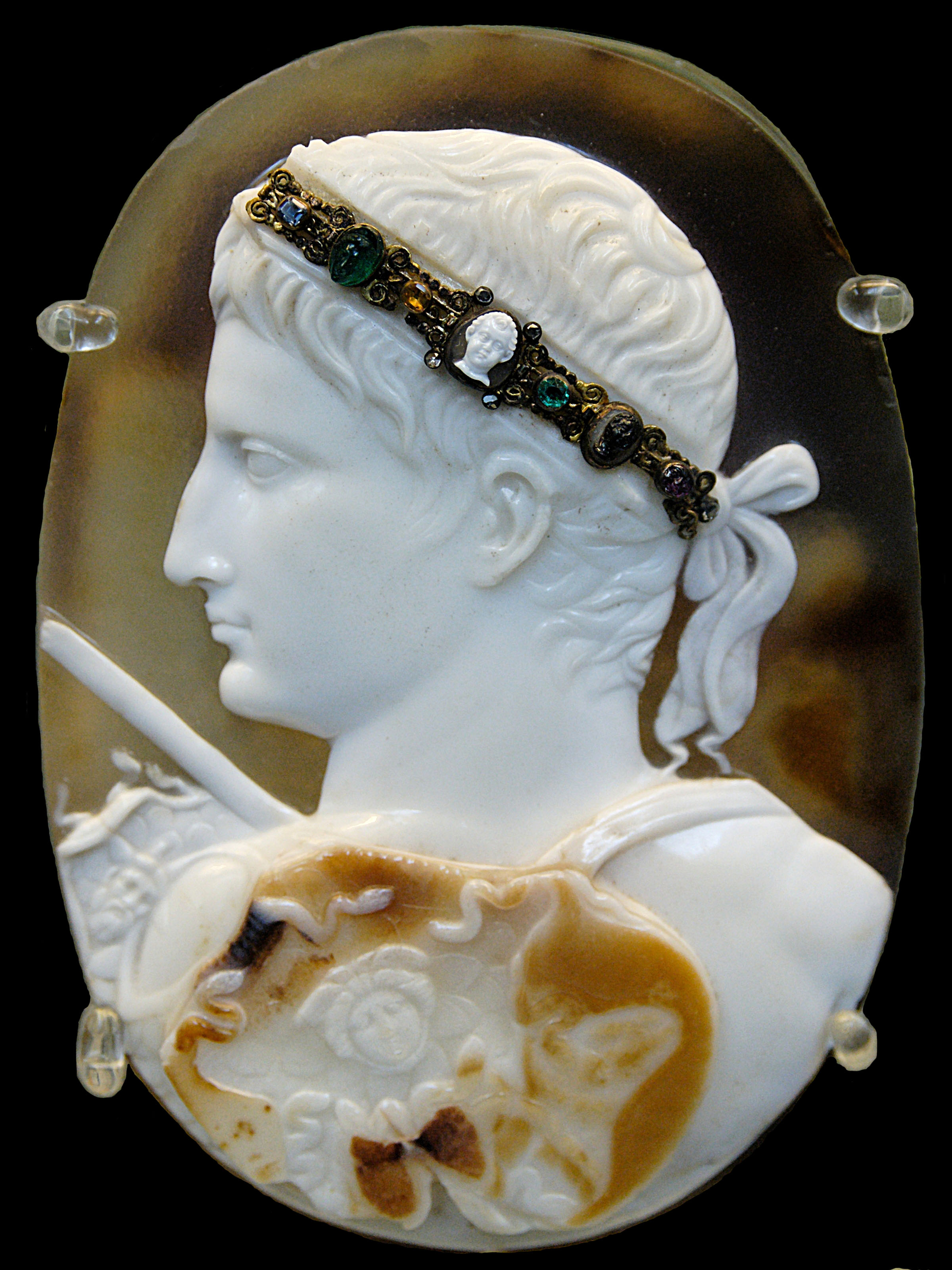
Keizer Augustus dragend een gorgoneion

Het jaar 14 is het veertiende jaar in de 1e eeuw volgens de christelijke jaartelling.

## Gebeurtenissen

### Italië
- 19 augustus - Keizer Augustus maakt een reis naar Campanië, onderweg overlijdt hij (na een regeringsperiode van 45 jaar) in Nola.
- Tiberius Julius Caesar (r. 14 - 37) volgt Augustus op als princeps en keizer van het Romeinse Keizerrijk.
- Livia Drusilla wordt de machtigste vrouw (first lady) van Rome en krijgt de eretitel: Julia Augusta.
- Keizer Tiberius laat de Sodales Augustales oprichten, een priestergenootschap om de keizercultus te vereren.
- De Senaat vergoddelijkt Augustus, zijn glorieuze daden worden vereeuwigd in het Mausoleum van Augustus.
- September - In Germania en Pannonië breken er na het overlijden van Augustus, opstanden uit in het Romeinse leger.

### Balkan
- Drusus Claudius Nero herstelt in Pannonië het gezag, dankzij een maansverduistering worden de legionairs tot de orde te geroepen.

### Europa
- Germanicus Julius Caesar onderdrukt na de dood van Augustus een muiterij van de Romeinse legioenen (Legio V en Legio XXI) in Castra Vetera (huidige Xanten).
- Germanicus richt met een Romeins leger (4 legioenen) aan de Ruhr, een bloedbad aan onder de Germaanse stam de Marsen, om de vijf jaar eerder rampzalig verlopen Varusslag te wreken. De Bructeren, de Usipeten en de Tubanten komen hen te hulp, maar lijden een forse nederlaag. Aangenomen wordt dat de Tubanti zich in het huidige Oost-Nederland vestigen.
- Germanicus start een veldtocht om Germania in te lijven en steekt met een Romeins expeditieleger (ca. 80.000 man) de Rijn over.

### Nederlanden
- De Romeinen bouwen een versterkte haven bij Velsen (Noord-Holland).
- De Bataven en de Chauken leveren Romeinse hulptroepen (auxilia).

## Geboren
- Lucius Verginius Rufus, Romeins consul en veldheer (overleden 97)
- Marcus Hordeonius Flaccus, Romeins consul en veldheer (overleden 69)

## Overleden
- 19 augustus - Gaius Julius Caesar Octavianus (Augustus), eerste keizer van het Romeinse Keizerrijk
- Julia Caesaris (53), dochter van keizer Augustus
- Marcus Vipsanius Agrippa Postumus, zoon van Marcus Vipsanius Agrippa en Julia Caesaris